# 散熱膠
散熱膠也稱為導熱膠，是有良好熱傳導能力的黏合剂，用在電子元件和散热片之間的接合。散熱膠可以是膏狀的（類似散熱膏），也可以是雙面膠帶的型式。
散熱膠常用在要固定集成电路和散熱片，而且沒有其他固定方式的情形下。
散熱膠主要由树脂基体与导热功能填料构成，多半是由环氧树脂（膏狀散熱膠）或是氰基丙烯酸酯（帶狀的散熱膠）二種成份組成的。熱傳導材料可以包括金屬、金屬氧化物、二氧化矽或是陶瓷微球。後者常用到需要較高介電強度的產品，不過其代價是熱導率會比較差。
导热胶粘剂在大多数基材上粘接能力可靠，防止粉尘、水气、振动冲击或化学物质腐蚀，同时也处理散热问题，轻质、环保、长期可靠与低成本，广泛用于电子封装、传感器、功率部件、新能源、交通运输、消费者设备、电讯设备、航空航天、医药以及国防等行业。
給終端用戶改裝的散熱片可能會附一片散熱膠。若是由電子元件供應商販售的產品，很少會另外加上散熱膠。

## 传热
散熱膠一般为聚合物，而纯聚合物中，声子振动机理占据热传递的主要地位，其导热系数可由德拜公式导出：
{\displaystyle k={\frac {C_{p}vl}{3}}}
其中{\textstyle k}为导热系数，单位W/(m×K)；{\textstyle C_{p}}为聚合物比热容，单位J/(kg×K)；{\textstyle v}为声子平均速率，单位cm/s；{\textstyle l}为声子平均自由程，单位m。
结晶型聚合物的声子平均自由程较长，声子传输集中，散射较少，因而导热系数较高；常见的聚合物树脂一般为无定型，导热系数一般在0.2~0.5W/(m·K)范围。导热胶粘剂中常用的聚合物树脂基体环氧树脂，其结构越规整，分子链越高度有序，热传导越集中与迅速 。通过改变分子结构（如取向结构、液晶结构和晶体结构等）可提高环氧树脂的本征导热系数。
除提高基体本征热导率外，导热胶粘剂更倾向采用导热粒子填充，增强导热效果。对于这种复合型热界面材料，导热系数{\textstyle k}由树脂与粒子分别贡献而成。不同导热功能粒子由于自身本征热导率与形貌差异，在环氧导热胶 粘剂中表现出不同的导热能力。
对实际热传导系统，微观层面上两界面接触处的粗糙度造成了实际有效接触面积较小，传热作用较弱；使用导热胶粘剂填充可以增大传热面积，降低热阻，提高热传递的效率。
大多热固性导热胶粘剂通过加成或缩聚反应形成三维交联网络，可通过修饰胶粘剂分子链，提高本体强度与引入极性官能团提高对基材粘接力；另一方面通过表面处理，可以增加表面张力和粗糙度。
有机硅分子结构较为特殊，可在硅氧烷聚合物上接枝长链 α-烯烃（C>8）形成有机硅蜡，获得一定相变能力，能在恰当时候降低热阻，提升导热效果。

## 现状
导热胶粘剂作为热界面材料，其目的是降低相邻两界面的温度差，迅速传输热量，因此其内部需建立最多最短有效热传导路径，并最小化导热功能粒子与胶粘剂树脂基体的界面间热阻以及导热胶粘剂与界面的接触热阻。

## 延伸閱讀
- Chen, W.T.; Nelson, C.W.  (PDF). IBM Journal of Research and Development: 179–188.   [2020-07-29]. （原始内容存档 (PDF)于2020-07-29）.